# 대한민국 헌법 부칙 제6조
대한민국 헌법 부칙 제6조는 대한민국 헌법 부칙의 조항이다.

## 본문
이 헌법시행 당시에 이 헌법에 의하여 새로 설치될 기관의 권한에 속하는 직무를 행하고 있는 기관은 이 헌법에 의하여 새로운 기관이 설치될 때까지 존속하며 그 직무를 행한다.